# Neuendorf (Unterfranken)
Neuendorf er en kommune i Landkreis Main-Spessart i regierungsbezirk Unterfranken i den tyske delstat Bayern. Den er en del af Verwaltungsgemeinschaft Lohr am Main. Den ligger mellem byerne Gemünden am Main og Lohr am Main, og er den befolkningsmæssigt mindste kommune i landkreisen.

## Geografi
Neuendorf ligger i Region Würzburg i Vorspessart og grænser mod syd til floden Main.
I kommunen ligger ud over Neuendorf landsbyen Nantenbach.